# 城关镇 (大悟县)
城关镇，是中华人民共和国湖北省孝感市大悟县下辖的一个乡镇级行政单位。

## 行政区划
城关镇下辖以下地区：
泉水路社区、府前街社区、长征路社区、建新街社区、陵园路社区、西岳路社区、刘湾村、双河村、汪城村、邓畈村、乐冲村、中心村、枣棚村、刘楼村、新街村、高嘴村、双桥村、罗城村、七里村和田湾村。